# Paur (Adelsgeschlecht)

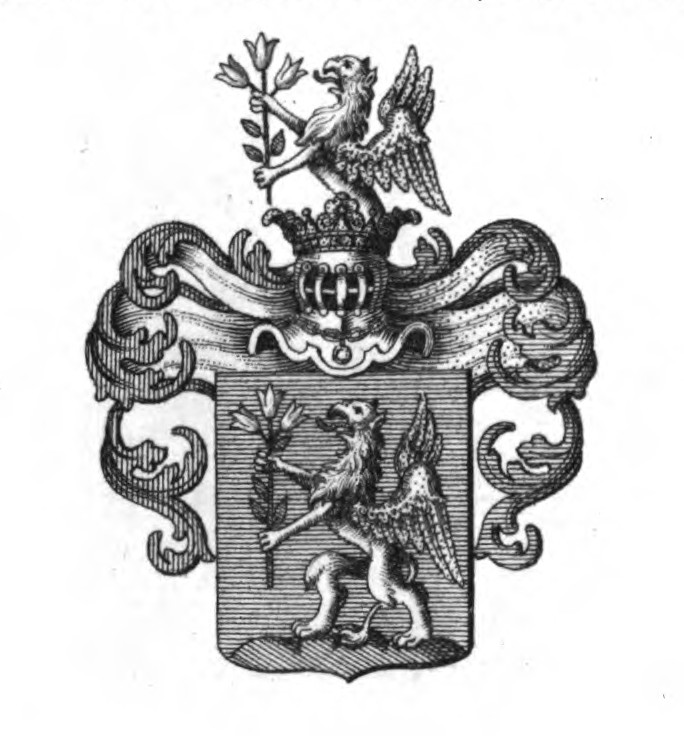
Wappen der Paur auf Waffenbrunn und Lebendorf (Conrad Tyroff)

Die Paur auf Waffenbrunn und Lebendorf sind auf das in Bayern beheimatete Bürgergeschlecht Paur zurückzuführen, das für die als Beamte erworbenen Dienste 1744 in den Reichsadelsstand und 1758 in den kurbayerischen Adelsstand erhoben wurde.

## Geschichte

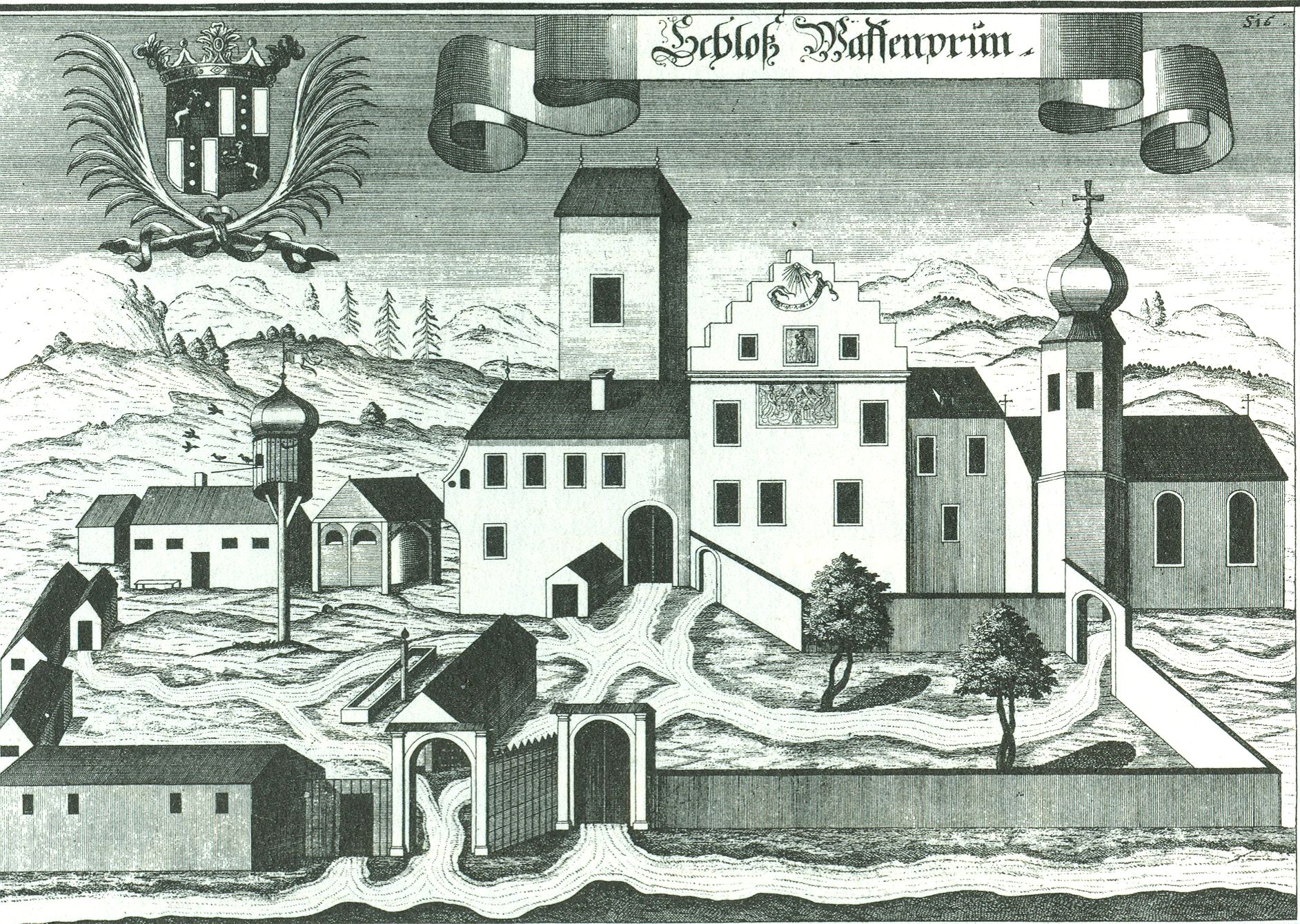
Schloss Waffenbrunn (Stich von Michael Wening 1721)

Am 22. September 1744 wurden die Brüder Johann Wolfgang Paur und Franz Peter Paur, kurbayrischer Hofkammerräte und Salzbeamte, von Kaiser Karl VII. in den Reichsadelsstand erhoben. Neben dem Privilegium Denominandi wurde ihnen die Lehensbesitzfähigkeit zugestanden.
Der Neffe Johann Wolfgang Paur (* 1722), kurbayerischer Rat, Pfleg- und Kastenamtskommissär sowie Bräuverwalter in Schwarzach, erhielt am 18. April 1758 von Kurfürst Maximilian Joseph III. ein kurbayerisches Adelsdiplom mit dem vorgenannten Prädikat. Die abweichend für die Nobilitierung genannten Datum 18. April 1755 bzw. 18. April 1775 sind nicht korrekt.
Sein Sohn Franz Clement von Paur auf Waffenbrunn und Lebendorf, Inhaber der Hofmarken Waffenbrunn und Lebendorf, Burgsasse zu Wetterfeld und Besitzer der Mannritterlehen zu Göttling und Friedersried, wurde nach Einrichtung der königlich bayerischen Adelsmatrikel am 6. März 1813 in diese eingetragen.
Franz Clement von Paur und seine männlichen Nachkommen übten keine Ämter mehr im Staatsdienst aus. Die auf Schloss Waffenbrunn lebende Familie konzentrierte sich nur noch auf die Verwaltung ihrer Güter. Sie ist im Jahr 1918 mit Joseph Carl von Paur im Mannesstamm erloschen. Das Schloss Waffenbrunn mit den dazugehörigen Ländereien ging 1919 an seine Tochter Ludmilla von Paur über, die in Waffenbrunn am 4. August 1920 Gottfried Freiherr von Schacky auf Schönfeld heiratete. Seitdem ist es im Eigentum der Schacky auf Schönfeld.
Ein verwandtschaftliches Verhältnis zu anderen Adelsgeschlechtern des Namens Paur (z. B. Edle von Paur, Paur auf Kammerberg, Ritter von Paur, Ritter von Paur zu Wollsbach) ist nicht ersichtlich.

## Wappen
Das Wappen enthält im blauen Schild einen auf grünem Dreiberg stehenden goldgeflügelten silberner Greif, der in den Pranken einen grünen Stengel mit drei silbernen Lilien hält. Auf dem gekrönten Helm mit rechts rot-silbernen, links blau-goldenen Decken befindet sich ein wachsender Greif. Ein besonders schöne Darstellung befindet sich im Österreichischen Staatsarchiv.

## Namensträger
- Franz Peter von Paur (1703–1757), Herr auf Waffenbrunn und Lebendorf, kurbayerischer Hofkammerrat, Salzbeamter in Donauwörth, Pfleg- und Kastenamtskommissar sowie Bräuamtsverwalter in Schwarzach, dann Hauptmautner in Regensburg und Salzbeamter zu Stadtamhof[11][1]
- Johann Wolfgang von Paur (1702 – 1762), kurbayerischer Hofkammerrat; Salzbeamter zu Sankt Nicola, Passau, Bruder des Franz Peter von Paur.
- Johann Wolfgang von Paur (1722–1765), kurbayerischer Hofkammerrat, Pfleg- und Kastenamtskommissarius und Bräuverwalter in Schwarzach[12][1] Sohn des Joseph Paur (Bruder der vorgenannten Franz Peter und Johann Wolfgang Paur)
- Franz Clement von Paur (1755–1839), Herr auf Waffenbrunn und Lebendorf, Burgsasse zu Wetterfeld und Besitzer der Mannritterlehen zu Göttling und Friedersried. (Sohn des Johann Wolfgang von Paur)
- Joseph Clemens von Paur (1806–1877), Herr auf Waffenbrunn, Lebendorf und Döfering[13] (Sohn des Franz Clement von Paur)
- Joseph Karl Maria von Paur (1849–1918), Herr auf Waffenbrunn.[8](Sohn des Joseph Clemens von Paur)